# 陳夢珫
陳夢珫（？—？），字蒙宠，號充孟，山东登州卫（蓬莱县）籍南直隶宣城县人。明朝政治人物。

## 生平
萬曆四十三年（1615年）乙卯科山东鄉試舉人，天啓二年（1622年）壬戌科進士。礼部观政，十一月授湖广潜江知县，四年为湖广同考官。梦珫为政尚简易，视民所安而为之处度。甲子分校楚闱，一时名宿如夏云鼎、曹景参辈皆出其门。后迁南京考功司员外郎，邑人为立祠，勒石以志之。厥后水啮，祠碑无存者，康熙丙午，其受知士莫若玉更建祠于元真观左。历任南京大理寺丞、大理寺卿。

## 家族
先世礼部尚书陈迪，靖难之役后，燕王即帝位，召迪责问，以抗声不屈断舌。命与子凤山、丹山等六人磔于市。幼子珠生五月，乳母潜置沟中，得免。八岁，为怨家所讦。成祖宥其死，戍抚宁。寻徙登州，为蓬莱人。曾祖陈鼎，弘治乙丑进士，官应天府尹，赠右都御史，祀名宦乡贤；祖陈其学，嘉靖甲辰进士，刑部尚书，赠太子太保，祀名宦乡贤；父陈人登，號雲洲，隆庆举人，枣强知县，封户部员外郎。兄陈梦琛，號瑞南，以祖其学荫，历户部郎中、思州知府，孔有德叛登州，城陷殉难。陈梦玮，黎城知县。陈梦梅，同科举人。陈梦瑝，新城教谕，城陷殉难。